# Tramwaje w Kanpurze
Tramwaje w Kanpurze − zlikwidowany system komunikacji tramwajowej w indyjskim mieście Kanpur, działający w latach 1907−1933.

## Historia
Tramwaje w Kanpurze uruchomiono w czerwcu 1907. W mieście przez cały okres istnienia tramwajów była jedna linia tramwajowa o długości 6,4 km, którą obsługiwało 20 otwartych tramwajów. Linia tramwajowa zaczynała się przy dworcu kolejowym i kończyła się nad brzegiem Gangesu. Trasa linii:
- stacja kolejowa − Sirsaya Ghat

Linię tramwajową zlikwidowano 16 maja 1933. 